# Aguas de Busot
Aguas de Busot (en valenciano y oficialmente, Aigües) es un municipio de la provincia de Alicante, en la Comunidad Valenciana (España). Está situado en la comarca del Campo de Alicante. Su población es de 1189 habitantes (INE 2024).

## Toponimia

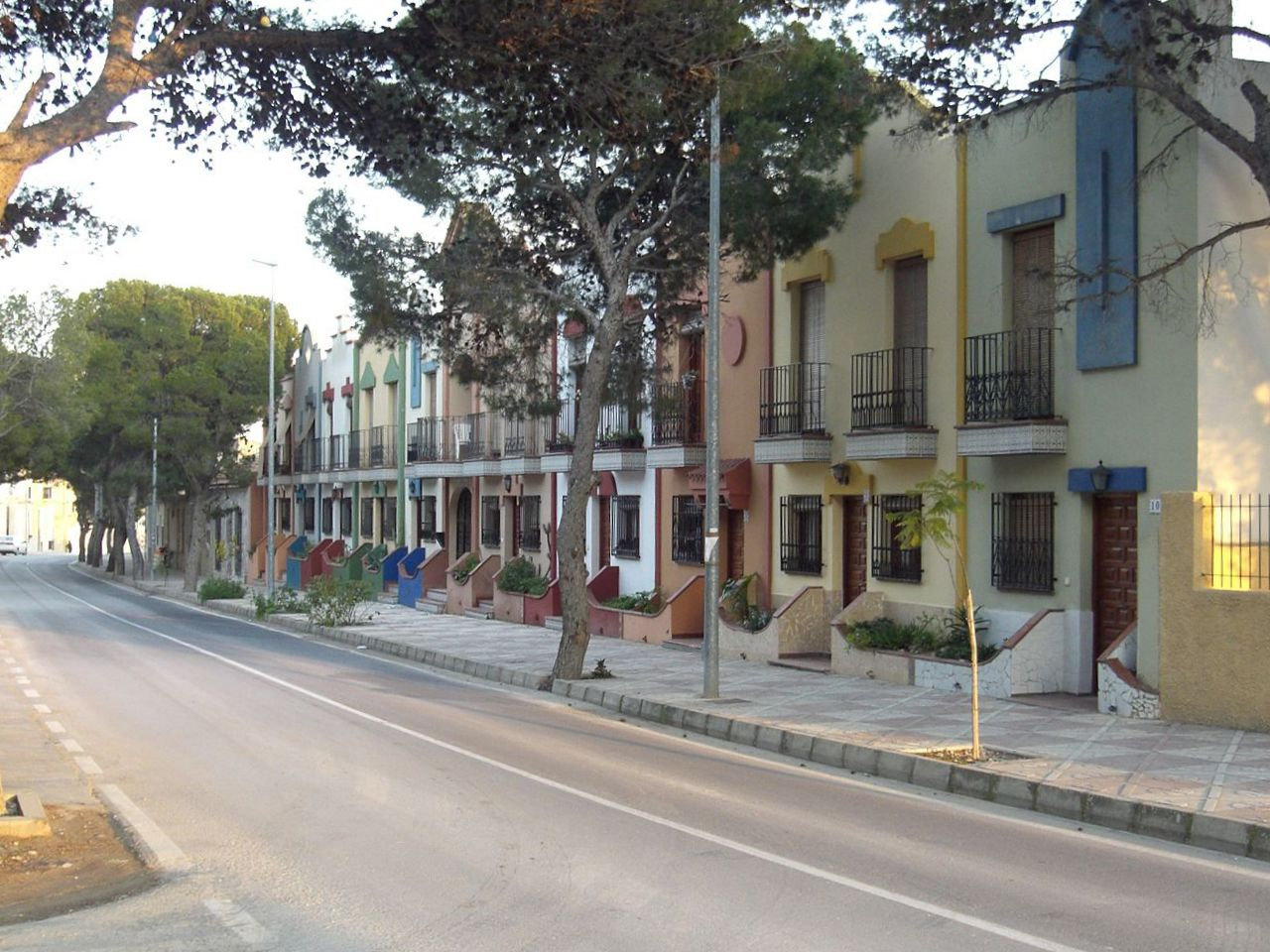
Entrada a Aguas de Busot

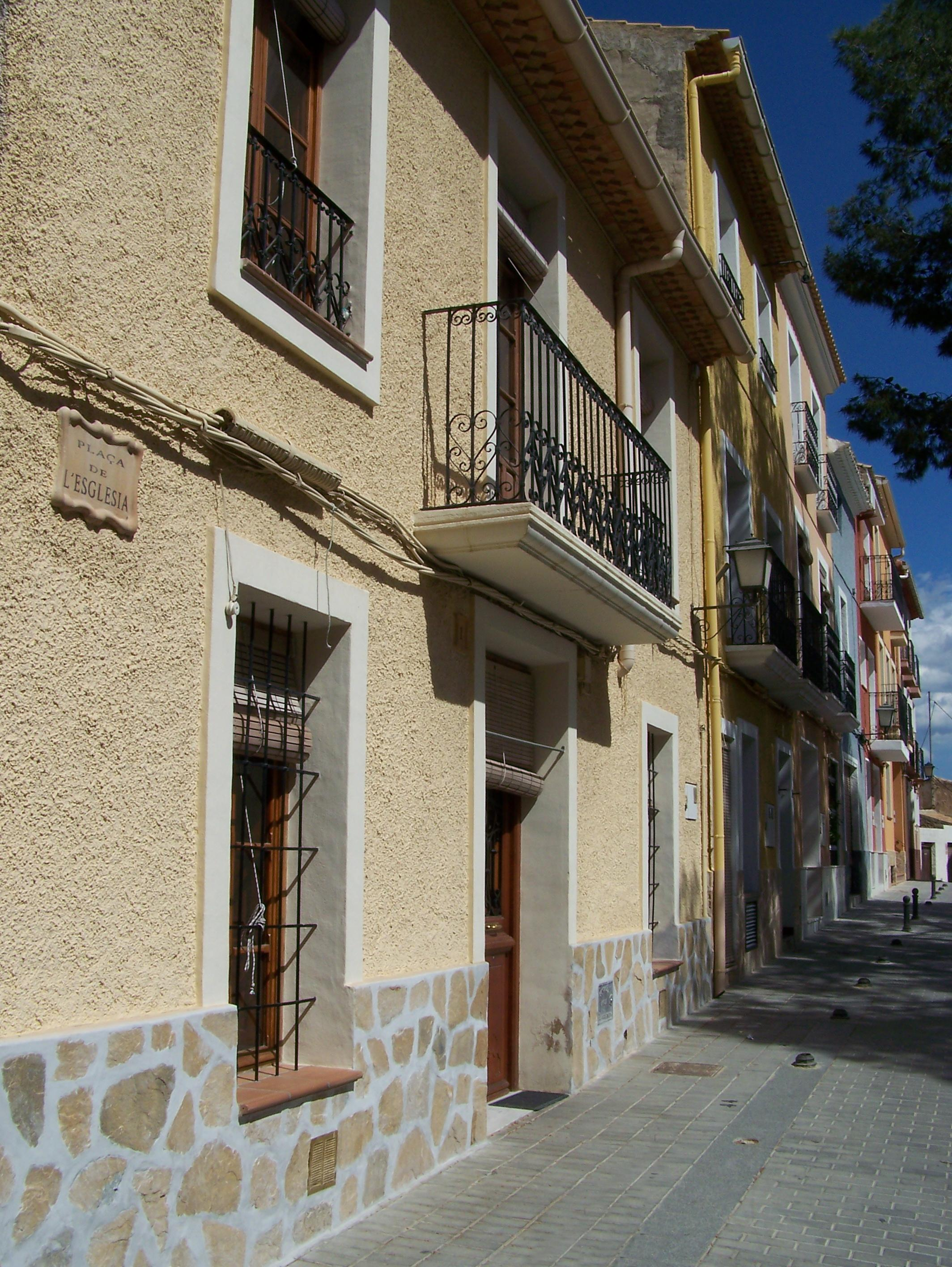
Aguas de Busot: calle Mayor, desde la plaza de la Iglesia

Desde su independencia municipal y hasta 1916 la única denominación oficial de la localidad fue la de Aguas, nombre que proviene de los acuíferos que dieron origen al Aguas. Sin embargo, desde entonces se añadió al nombre oficial el sufijo «de Busot» para distinguirlo de otra localidad homónima, actualmente absorbida por el municipio oscense de Loporzano. Busot, es, en efecto, una localidad cercana de mayor población. Sin embargo, al no haber tenido nunca la localidad una pertenencia administrativa con Busot, algunos consideraban el sufijo etimológicamente incorrecto. A raíz de esto, en 1986 la corporación municipal del momento eliminó del nombre oficial el sufijo «de Busot», pasándolo además al valenciano. Así, actualmente conviven las formas ya convertidas en tradicionales de Aguas de Busot (en castellano) y de Aigües de Busot (en valenciano) con las de Aguas (en español) y la actualmente oficial de Aigües (en valenciano).

## Geografía
La localidad se encuentra en la vertiente oriental del Cabezón de Oro, de donde surgen los acuíferos que dieron el nombre al municipio. Se encuentra 22 km al norte de la ciudad de Alicante y cerca de la costa de Campello.
Los límites del término municipal son: Alicante (por el enclave alicantino del Cabeço d'Or), Relleu, Orcheta, Campello y Busot.

## Historia
Incorporado a la Corona de Castilla con la conquista cristiana, en 1296 pasó a formar parte del Reino de Valencia. Durante estos años fue una zona fronteriza pues, según el tratado de Almizra, la frontera entre Aragón y Castilla pasaba por el barranco de Aguas de Busot o barranco del Paisano, que desciende desde la vertiente oriental del Cabezón de Oro hasta desembocar en la parte norte del término municipal de Campello, bautizando la Torre vigía en el tramo final del barranco, con su mismo nombre. Debido a esta situación, en la localidad se erigió un importante castillo, del que actualmente sólo queda una torre.
Durante la Guerra de Sucesión, Felipe V le otorgó el título de villa por su adscripción a la causa borbónica. Desde 1252 hasta 1841 estuvo adscrita al municipio de Alicante. Por estas fechas, su balneario de aguas termales, construido por la condesa de Torrellano sobre unos antiguos baños que adquirió en 1816, había adquirido ya cierto prestigio.
Hasta la reforma de la nomenclatura municipal de 1916 el municipio se llamaba simplemente Aguas. En dicha fecha su nombre fue modificado por el de Aguas de Busot.
En 1936 el balneario se convirtió en un Patronazgo Infantil Antituberculoso y, después de la Guerra Civil, fue comprado por el Estado y se convirtió de nuevo en balneario; actualmente, se encuentra en fase de restauración. Fruto de la presencia del aristocrático balneario es la presencia de varias villas señoriales alrededor de la localidad.

## Geografía humana

### Demografía
Cuenta con una población de 1189 habitantes (INE 2024).
| Gráfica de evolución demográfica de Aguas de Busot entre 1857 y 2021 |
| |
| Población de derecho según los censos de población del INE Población de hecho según los censos de población del INEEn estos censos se denominaba Aguas: 1860, 1877, 1887, 1897, 1900 y 1910 En estos censos se denominaba Aguas de Busot: 1920, 1930, 1940, 1950, 1960, 1970 y 1981 Entre el censo de 1857 y el anterior, aparece este municipio porque se segrega del municipio 03014 (Alicante) |

Con más de 1300 habitantes en 1900, en los inicios de la década de los 60 del siglo XX, se contabilizaba tan solo 572 aigüeros, y en 1986 se reducía hasta 329 a causa de la emigración hacia Alicante.
Desde principios de la década de los 90, se ha invertido la tendencia demográfica; en efecto, la población está aumentando a un ritmo relativamente alto, pasando a 546 en 1995 y a 1047 en 2008. Esto se puede explicar por la construcción de nuevos chalets y urbanizaciones, gracias a un precio del suelo más barato que en el área metropolitana de Alicante o en la costa, atrayendo a cierta población de la capital y a jubilados de distintas nacionalidades europeas, en busca de paz y tranquilidad. Cabe destacar que el 32 % de la población censada en 2008 era de nacionalidad extranjera (residentes europeos en su inmensa mayoría).

### Economía
Aguas de Busot ha sido desde muy antiguo un municipio abocado al turismo de salud, pues toda la economía giraba en torno al Preventorio de Aguas de Busot, que hasta 1930 fue un hotel-balneario y durante la Guerra Civil se convirtió en un hospital antituberculoso. Hoy en día está clausurado, y el principal sector económico es el de servicios, destacando las empresas dedicadas a la gastronomía y el ocio, en definitiva, al turismo de interior.Sus fiestas se celebran en el mes de agosto.

## Administración y política
| Elecciones municipales del 24 de mayo de 2015 |         |                              |       |         |            |            |
| Partido                                       | Partido | Candidato                    | Votos | Votos   | Concejales | Concejales |
| Partido Socialista del País Valenciano-PSOE   |         | Mario Calvo Giner            | 287   | 56,16 % | 4          | 0          |
| Partido Popular                               |         | María Luz Iborra Soria       | 119   | 23,29 % | 2          | 2          |
| Iniciativa Independiente                      |         | María Emilia Perelló Aladrén | 76    | 14,87 % | 1          | 0          |
| Fuente: Ministerio del Interior (España).     |         |                              |       |         |            |            |

| Periodo   | Nombre                        | Partido   |
| --------- | ----------------------------- | --------- |
| 1979-1983 | José Antonio Mourisco Iborra  | PSPV-PSOE |
| 1983-1987 | José Antonio Mourisco Iborra  | PSPV-PSOE |
| 1987-1991 | José Vicente Giner Ivorra     | PSPV-PSOE |
| 1991-1995 | José Vicente Giner Ivorra     | PSPV-PSOE |
| 1995-1999 | Vicente Iborra Parra          | PSPV-PSOE |
| 1999-2003 | Juan Francisco Ribes Bertolín | PP        |
| 2003-2007 | María del Pilar Sol Cortés    | PP        |
| 2007-2011 | María del Pilar Sol Cortés    | PP        |
| 2011-2015 | María Luz Iborra Soria        | PP        |
| 2015-2019 | Mario Calvo Giner             | PSPV-PSOE |
| 2019-2023 | Jordi Mourisco Cabot          | PSPV-PSOE |
| 2023-act. | Emilio Solbes                 | PSPV-PSOE |